# Ford Fiesta
El Ford Fiesta es un automóvil de turismo del segmento B desarrollado por la subsidiaria europea de Ford Motor Company que se ha fabricado en Alemania, España, Brasil, México, China, India y Sudáfrica. Desde su aparición en 1976 ha habido seis generaciones distintas del Fiesta y se han vendido más de doce millones de unidades. Dentro de la gama de Ford, se ha colocado por encima del Ford Ka y por debajo del Ford Escort y el Ford Focus. El Fiesta es el único turismo de la gama europea de Ford que mantuvo el nombre del modelo original de 1976, sin modificaciones.
El modelo se vendía en todo el mundo, hasta 2018. En Estados Unidos y Canadá solamente estuvo disponible entre 1978 y 1980, pero en 2010 volvió a dichos mercados importando unidades manufacturadas en la Planta Ford Cuautitlán, México. El 7 de julio de 2023 finalizó la producción del modelo.

## Historia
A principios de los años 1970 aumentó la demanda europea por automóviles de pequeño tamaño. Los principales competidores de Ford habían lanzado ya al mercado modelos como el Fiat 127 y posteriormente el Audi 50 y el Renault 5. Asimismo, los efectos de la crisis del petróleo de 1973 afectaron a dicha demanda. Ford necesitaba un vehículo de reducidas dimensiones para competir en este mercado emergente. Finalmente, tras diversos diseños, surgió un prototipo conocido como "Bobcat", que sería la base del nuevo modelo de Ford, el "Fiesta". 
Entre los nombres propuestos para el proyecto Bobcat estaban Amigo, Bambi, Bebe, Bolero, Bravo, Cherie, Chico, Fiesta, Metro, Pony, Sierra y Tempo. A pesar de que "Bravo" fue el nombre que mayor número de votos obtuvo, Henry Ford II los desestimó y optó por "Fiesta" (irónicamente, Amigo, Bravo, Metro y Pony serían usados en modelos de otras marcas ajenas a Ford, y el Sierra salió después bajo la marca del óvalo). El nombre "Fiesta" pertenecía en aquel entonces a General Motors, que lo cedió de forma gratuita a Ford.
Tras varios años de especulación en la prensa del motor acerca del nuevo vehículo de Ford, fue puesto a la venta en 1976.
En 1990 y 1991, y de 1996 a 1998, el Ford Fiesta fue el automóvil con mejores resultados de ventas en el Reino Unido. El mejor año fue 1987 con cerca de 154 000 unidades vendidas.

## Primera generación (1976-1988)

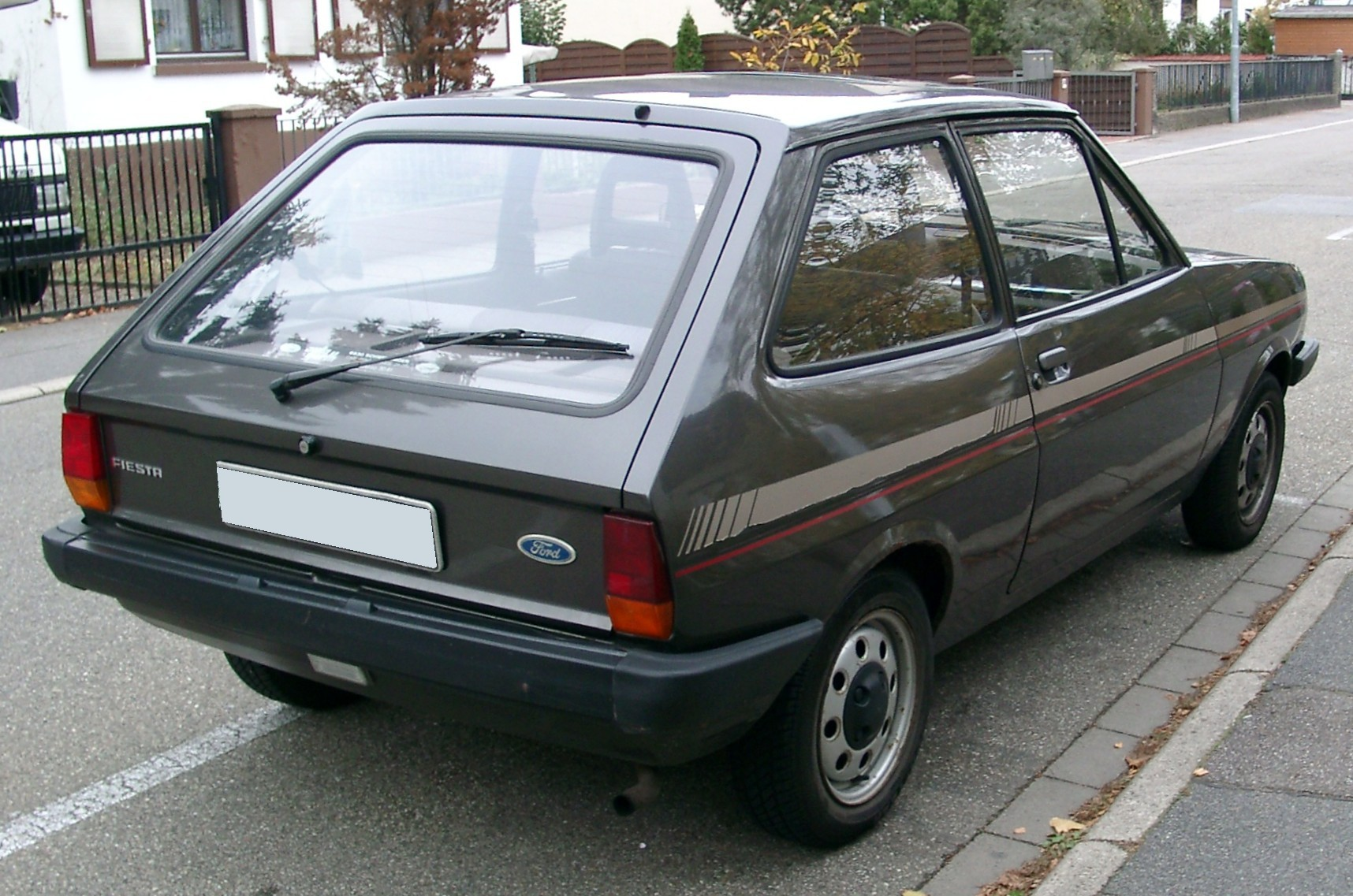
Vista trasera del MkI en 2007.

La primera generación del Fiesta fue lanzada en 1976. Resultó un hito para Ford ya que fue su primer automóvil con carrocería hatchback, el primer Ford con tracción delantera que tuvo verdadero éxito; además era el primer modelo que lanzaban desde el Ford Granada, cinco años antes. Mecánicamente, el Fiesta siguió la tradición, montando una transmisión manual de cuatro velocidades, utilizando una nueva versión del motor Ford Kent OHV, apodado "Valencia" en honor a la Ford Valencia Body & Assembly, la fábrica que la marca tenía instalada en Almusafes, España, creada especialmente para producir el nuevo turismo, que también fue fabricado en Dagenham, Inglaterra y Colonia (Alemania).
El Fiesta fue un gran éxito en poco tiempo y la unidad un millón se produjo el 9 de enero de 1979. El automóvil estaba disponible en versiones con motores de gasolina de 957 cm³, con opción de alta o baja compresión, 1.1 y 1.3 L OHV y con acabados base, L, Ghia y S, además de comercial. En 1980 se lanzó un modelo semideportivo, el 1.3 Super Sport (66cv -770 kg), en realidad se trataba de una operación de mercadotecnia a modo de globo sonda, para el lanzamiento del modelo XR2 de similar aspecto, que se introdujo al año siguiente, con una versión 1.6 L del mismo motor y diversos añadidos estéticos dando una potencia de 84 cv para 801 kg.
A finales de 1981 se realizaron algunas revisiones menores, con mayores defensas para satisfacer las regulaciones de la industria y otros pequeños cambios, en un intento de estirar la validez del modelo hasta la aparición de la segunda generación.

## Segunda generación (1988-1989)

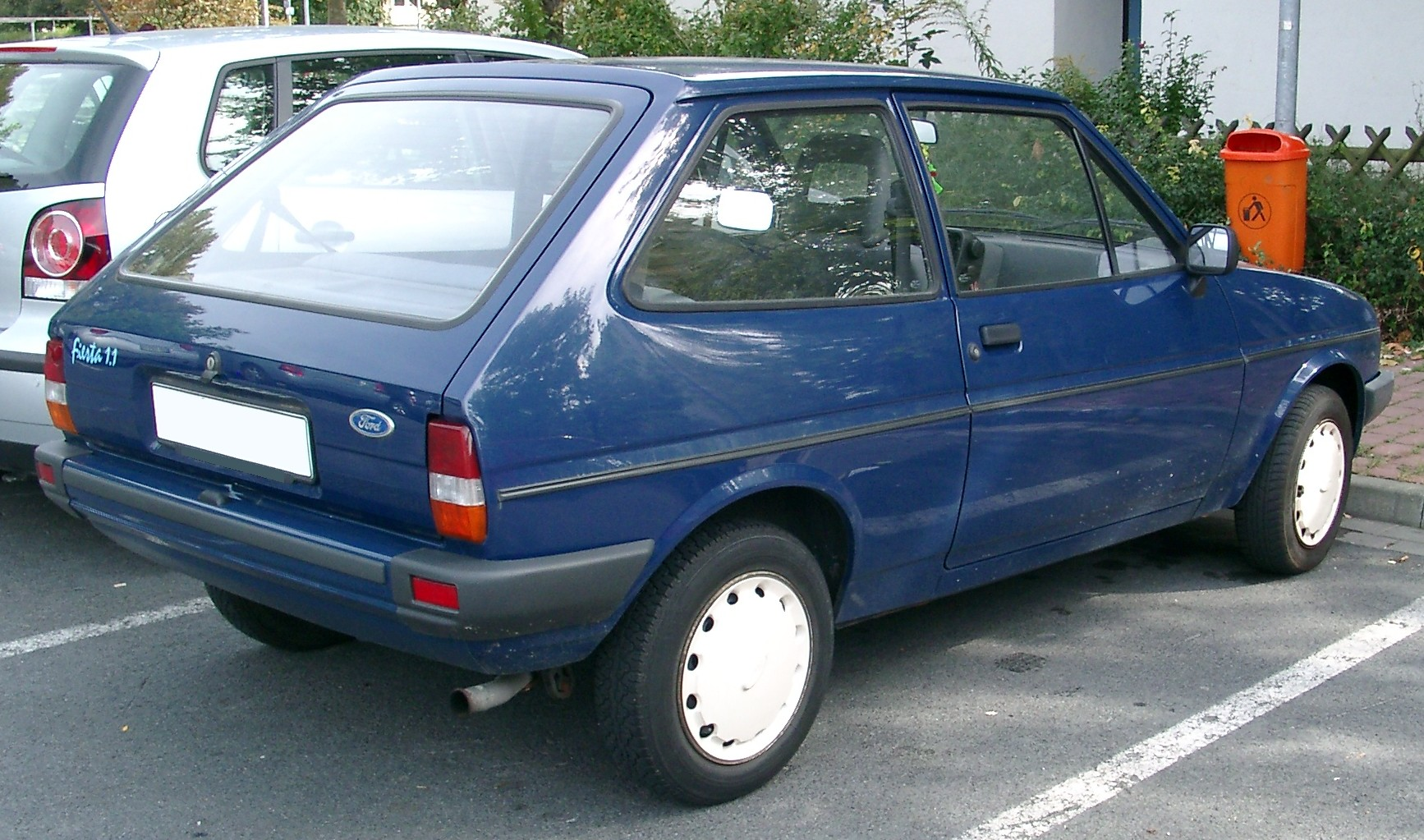
Vista trasera en 2007

En el tercer trimestre de 1988 apareció un nuevo modelo que, esencialmente, era una versión renovada del Ford Fiesta. Se trataba de una actualización estética que, al mismo tiempo, también ofrecía un ligero rediseño del chasis.[cita requerida] Esta versión renovada del Fiesta obtuvo una buena acogida en el Reino Unido, donde fue con frecuencia líder de ventas durante los años 1980.[cita requerida]
La versión XR2 también se actualizó, añadiendo mejoras aerodinámicas y alerones. Se montó con un motor CVH de 1.6 litros de cilindrada que desarrollaba 96 CV, anteriormente visto en el Escort XR3 y una transmisión de cinco velocidades. En 1988, el carburador fue sustituido por otro más pequeño y la transmisión fue ligeramente acortada. En 1987 se empezó a vender la primera variante del Ford Fiesta con transmisión automática, en la versión 1.1 CTX. En 1989 fue reemplazado por el Fiesta de la tercera generación.

### Motores

#### Gasolina
Kent/Valencia:
- 957 cc / 40/45 CV.
- 1117 cc / 53 CV.
- 1222 cc / 66 CV.

CVH:
- 1258 cc / 69 CV.
- 1368 cc / 71 CV.
- 1597 cc / 96 CV.

#### Diésel
- 1608 cc / 54 CV.

## Tercera generación (1989-1995)

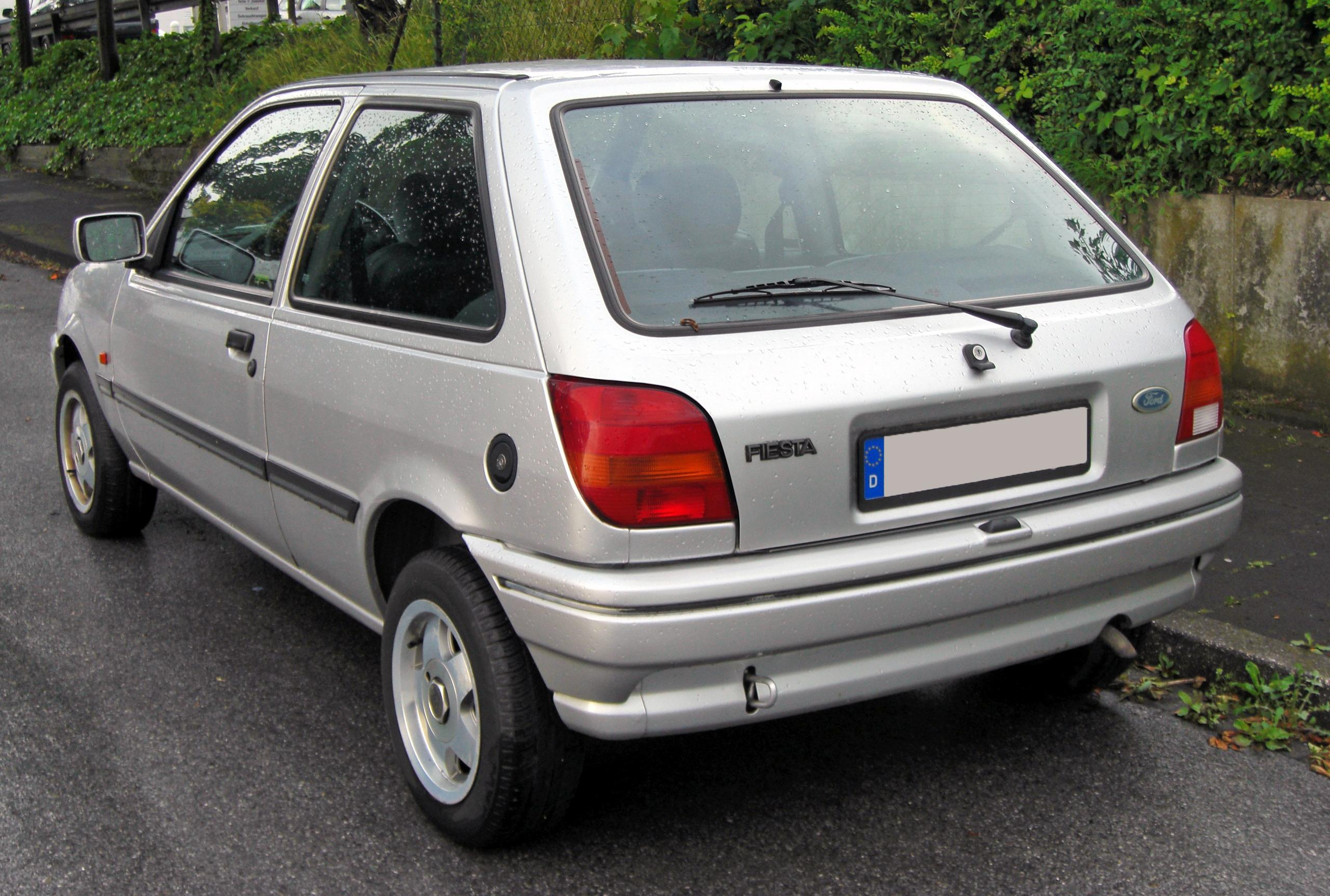
Vista trasera en 2009

El Ford Fiesta de tercera generación se puso a la venta en abril de 1989 para hacer frente a modelos recientes como el SEAT Ibiza, el Peugeot 205 o el Citroën AX. Montó motores de gasolina 1.0, 1.1, 1.3, 1.4,1.6, 1.6 inyección turbo, 1.8 16 válvulas, y 1.8 diésel.
En 1990 fue elegido como Coche del Año en España por su versatilidad y variada gama, por un jurado de periodistas del motor.
En 1989, apareció el Fiesta XR2i con motor 1.6 EFI de 110cv, con defensas, taloneras, rines y spoilers específicos, con una raya azul. En 1990 apareció el 'Fiesta RS Turbo' (denominado simplemente 'Turbo' en España), con el mismo motor que el Escort RS Turbo, pero con inyección electrónica de 133 CV. El Fiesta RS Turbo tenía las mismas defensas, taloneras y aletines que el XR2i, pero traía una raya verde, branquias en cofre, rines específicos y asientos Recaro. Al RS Turbo, lo sustituyó el XR2i 16v (denominado 'RS 1800' en Inglaterra) en 1992, con un motor Zetec 1.8L de inyección de combustible, que alcanzaba una velocidad máxima de 198 km/h (125 mph). Su motor era el mismo que el del Escort XR3i 16v. A principios de 1994, salió el 'Fiesta Si', con un corte menos deportivo y con motores 1.4 L PTE (evolución del CVH) y 1.6 L Zetec de 90 CV que venía con unas defensas redondeadas.
En un principio fueron montadas varias mecánicas a carburación: los motores 1.0, 1.1 y 1.3 Kent y los 1.4 y 1.6 CVH los segundos en las versiones 1.4S y 1.6S. De 1993 en adelante la carburación sería sustituida por la inyección monopunto por las nuevas normas medioambientales que también obligaban a equipar un convertidor catalítico. La mecánica 1.6 quedaría únicamente en versiones XR2i y RS Turbo.
La inclusión de motores Zetec en 1992 y la bolsa de aire de serie para el chofer y opcional para el pasajero, mantuvieron al Fiesta como un vehículo competitivo en el mercado. A pesar de la aparición de la cuarta generación en 1995, todavía se vendió bajo la denominación Fiesta Classic hasta 1997.

### Motorizaciones
|                                | Motores de gasolina                               | Motores de gasolina                                   | Motores de gasolina                                   | Motores de gasolina                     | Motores de gasolina                          | Motores de gasolina                           | Motores de gasolina     | Motores de gasolina              | Motores de gasolina                     | Motores de gasolina                            | Motores de gasolina                            | Motores de gasolina                            | Motores diésel          | Motores diésel                 | Motores diésel |
|                                | 1.1                                               | 1.1i                                                  | 1.3i                                                  | 1.4                                     | 1.4i                                         | 1.4i                                          | 1.6                     | 1.6i (XR2i)                      | 1.6i Turbo (RS Turbo)                   | 1.6 16v                                        | 1.8 16v                                        | 1.8i 16v (XR2i 16v)                            | 1.8 D                   | 1.8 TD (Turbo D)               |                |
| ------------------------------ | ------------------------------------------------- | ----------------------------------------------------- | ----------------------------------------------------- | --------------------------------------- | -------------------------------------------- | --------------------------------------------- | ----------------------- | -------------------------------- | --------------------------------------- | ---------------------------------------------- | ---------------------------------------------- | ---------------------------------------------- | ----------------------- | ------------------------------ | -------------- |
| Periodo                        | 1989-1992                                         | 1991-1995                                             | 1991-1996                                             | 1990-1992                               | 1990-1994                                    | 1994-1995                                     | 1989-1992               | 1989-1992                        | 1989-1992                               | 1994-1995                                      | 1992-1994                                      | 1992-1994                                      | 1989-1996               | 1990-1994                      |                |
| Identificación del motor       | HCS                                               | HCS                                                   | HCS                                                   | CVH                                     | CVH                                          | CVH                                           | CVH                     | CVH                              | CVH                                     | Zetec-E                                        | Zetec-E                                        | Zetec-E                                        | Endura-DE               | Endura-DE                      |                |
| Tipo de motor                  | L4 8v OHV, carburación                            | L4 8v OHV, inyección monopunto, catalizador           | L4 8v OHV, inyección monopunto, catalizador           | L4 8v SOHC, carburación de doble cuerpo | L4 8v SOHC, inyección monopunto, catalizador | L4 8v SOHC, inyección multipunto, catalizador | L4 8v SOHC, carburación | L4 8v SOHC, inyección multipunto | L4 8v SOHC, inyección multipunto, turbo | L4 16v DOHC, inyección multipunto, catalizador | L4 16v DOHC, inyección multipunto, catalizador | L4 16v DOHC, inyección multipunto, catalizador | L4 8v SOHC, catalizador | L4 8v SOHC, turbo, catalizador |                |
| Diámetro x carrera             | 68.7 mm × 75.5 mm                                 | 68.7 mm × 75.5 mm                                     | 74.0 mm × 75.5 mm                                     | 77.2 mm × 74.3 mm                       | 77.2 mm × 74.3 mm                            | 77.2 mm × 74.3 mm                             | 80.0 mm × 79.5 mm       | 80.0 mm × 79.5 mm                | 80.0 mm × 79.5 mm                       | 76.0 mm × 88.0 mm                              | 80.6 mm × 88.0 mm                              | 80.6 mm × 88.0 mm                              | 82.5 mm × 82.0 mm       | 82.5 mm × 82.0 mm              |                |
| Cilindrada                     | 1118 cm³                                          | 1118 cm³                                              | 1299 cm³                                              | 1392 cm³                                | 1392 cm³                                     | 1392 cm³                                      | 1598 cm³                | 1598 cm³                         | 1598 cm³                                | 1597 cm³                                       | 1796 cm³                                       | 1796 cm³                                       | 1753 cm³                | 1753 cm³                       |                |
| Relación de compresión         | 9.5: 1                                            | 8.8: 1                                                | 8.8: 1                                                | 8.5: 1                                  | 8.5: 1                                       | 9.5: 1                                        | 9.5: 1                  | 9.75: 1                          | 8.3: 1                                  | 10.3: 1                                        | 10.0: 1                                        | 10.0: 1                                        | 21.5: 1                 | 21.5: 1                        |                |
| Potencia máxima: CV (kW) @ rpm | 55 CV (40 kW) @ 5200                              | 50 CV (37 kW) @ 5200                                  | 60 CV (44 kW) @ 5000                                  | 73 CV (54 kW) @ 5500                    | 71 CV (52 kW) @ 5500                         | 73 CV (54 kW) @ 5100                          | 90 CV (66 kW) @ 5800    | 110 CV (81 kW) @ 6000            | 133 CV (98 kW) @ 5500                   | 90 CV (66 kW) @ 5250                           | 105 CV (77 kW) @ 5500                          | 130 CV (96 kW) @ 6250                          | 60 CV (44 kW) @ 4800    | 77 CV (57 kW) @ 4800           |                |
| Par máximo: Nm @ rpm           | 86 Nm @ 2700                                      | 83 Nm @ 3000                                          | 101 Nm @ 2500                                         | 108 Nm @ 4000                           | 103 Nm @ 4000                                | 106 Nm @ 2750                                 | 133 Nm @ 4000           | 138 Nm @ 2800                    | 180 Nm @ 2400                           | 130 Nm @ 3000                                  | 153 Nm @ 4000                                  | 162 Nm @ 4500                                  | 110 Nm @ 2500           | 135 Nm @ 2500                  |                |
| Tracción                       | Delantera                                         | Delantera                                             | Delantera                                             | Delantera                               | Delantera                                    | Delantera                                     | Delantera               | Delantera                        | Delantera                               | Delantera                                      | Delantera                                      | Delantera                                      | Delantera               | Delantera                      | Delantera      |
| Transmisión                    | Manual, 5 velocidades / Automática, 4 velocidades | Manual, 5 velocidades / Automática, variador continuo | Manual, 5 velocidades / Automática, variador continuo | Manual, 5 velocidades                   | Manual, 5 velocidades                        | Manual, 5 velocidades                         | Manual, 5 velocidades   | Manual, 5 velocidades            | Manual, 5 velocidades                   | Manual, 5 velocidades                          | Manual, 5 velocidades                          | Manual, 5 velocidades                          | Manual, 5 velocidades   | Manual, 5 velocidades          |                |
| Aceleración 0–100 km/h         | 16.7 s                                            | 18.1 s                                                | 14.7 s                                                | 13.0 s                                  | 12.5 s                                       | 12.2 s                                        | 10.9 s                  | 10.1 s                           | 8.2 s                                   | 11.1 s                                         | 9.5 s                                          | 8.5 s                                          | 16.0 s                  | 11.6 s                         |                |
| Velocidad máxima               | 149 km/h                                          | 143 km/h                                              | 153 km/h                                              | 162 km/h                                | 164 km/h                                     | 167 km/h                                      | 174 km/h                | 187 km/h                         | 205 km/h                                | 177 km/h                                       | 182 km/h                                       | 200 km/h                                       | 152 km/h                | 168 km/h                       |                |
| Consumo combinado (L/100 km)   | 6.1                                               | 6.2                                                   | 6.4                                                   | 6.9                                     | 6.9                                          | 6.9                                           | 7.1                     | 8.1                              | 8.6                                     | 7.8                                            | 7.7                                            | 8.0                                            | 5.4                     | 5.9                            |                |

## Cuarta generación (1995-2003)

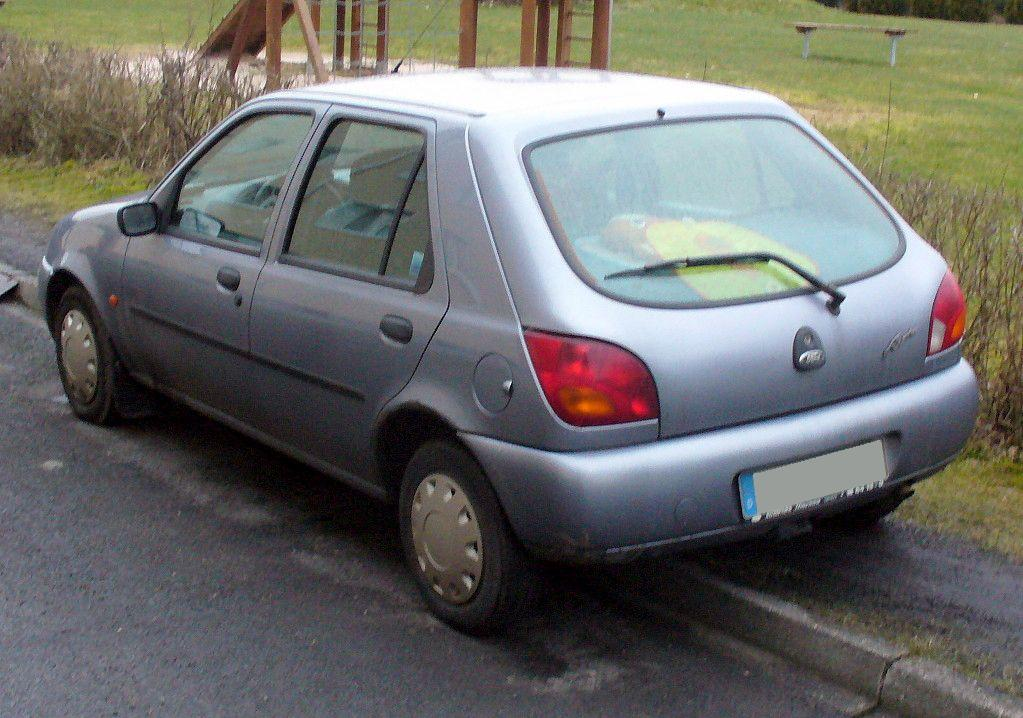
Vista trasera de la versión rediseñada

Tuvo un rediseño en 1995, por lo que convivió hasta 1997 a la venta con la tercera generación. Dicho diseño está basado en las generaciones anteriores, aunque tanto el chasis como el diseño interior sufrieron grandes modificaciones.
Los motores también fueron modificados para adaptarlos a las nuevas normas anticontaminación, ofreciéndose hasta 1999 cuatro motorizaciones distintas, compuestas por tres de gasolina y un diésel.
Se pusieron en venta versiones de gasolina con los nuevos motores Endura y Zetec, disponibles en versiones de 1.3i Endura-E de 60 CV de potencia, 1.25i 16v de 75 CV y 1.4i 16v de 90 CV, motores Zetec-SE. El diésel era el Endura-DE 1.8D con una potencia de 60 CV. Tiene un ángulo ventral de 16%.
En 1999, junto con un rediseño del modelo, aparecieron dos nuevas motorizaciones. Un motor gasolina de la gama Zetec−SE 1.6i 16v con 103 CV y un motor diésel derivado del anterior 1.8D conocido como 1.8 TDdi turbodiésel de inyección directa capaz de desarrollar una potencia de 75 CV sin intercooler.

### Rediseño de 1999

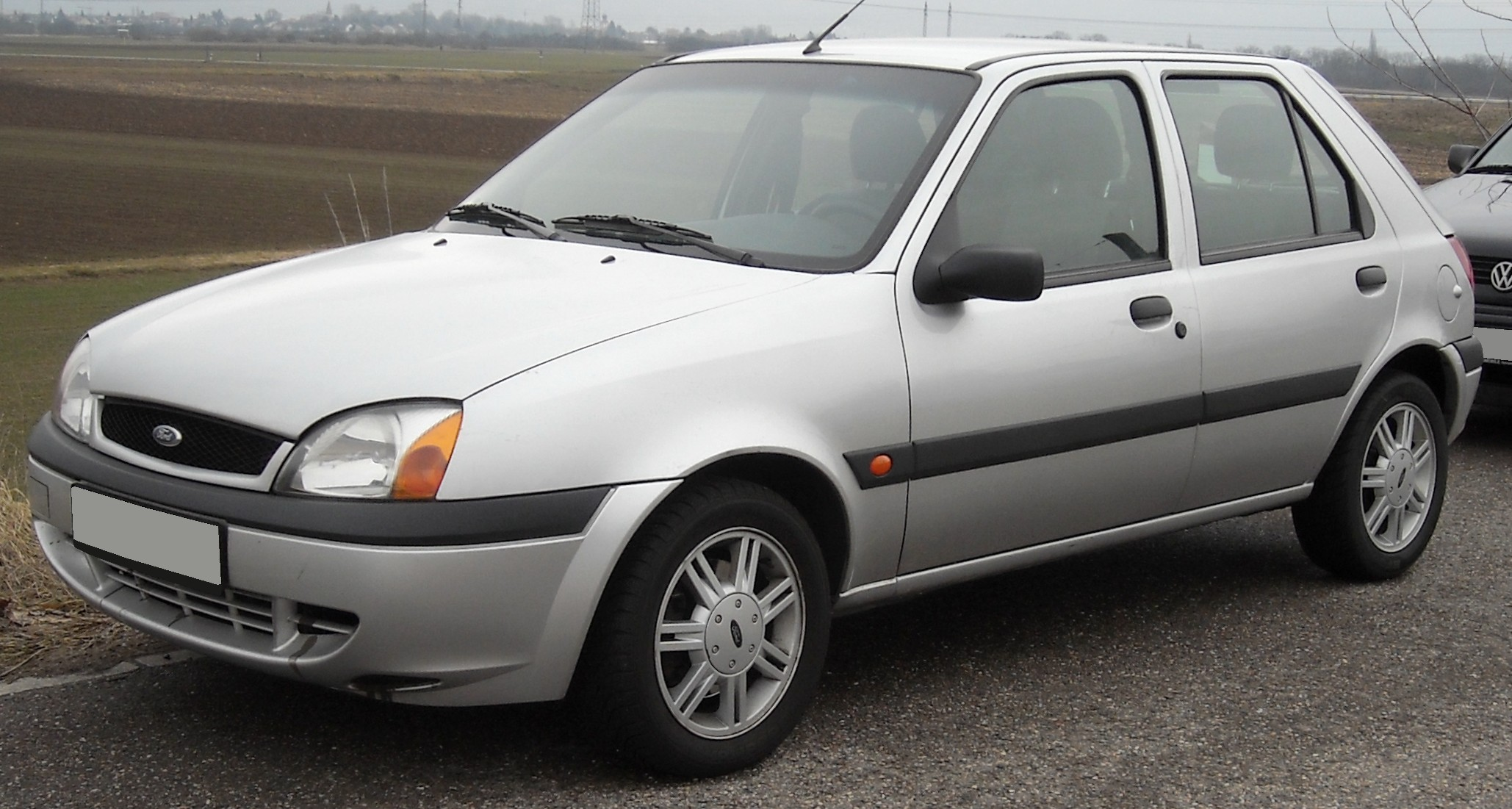
Restiling del Mk4 de 1999

Hacia 1999, se realizó un rediseño frontal en el Ford Fiesta, con carrocerías hatchback de tres y cinco puertas, sedán de cuatro puertas, pickup de dos puertas y furgoneta de cuatro puertas. Este rediseño estaba inspirado en la línea del Ka y el recién aparecido Focus, con la intención de subsanar la falta de una generación completamente nueva por un par de años más. Este rediseño fue el último en fabricarse en Dagenham, Inglaterra. Asimismo, las versiones utilitarias del Fiesta fueron denominadas como Courier, siendo conocida la versión furgoneta como Courier Van y la pickup simplemente como Courier Pickup.
Además de las carrocerías hatchback habituales, se añadió un sedán de cuatro puertas que se desarrolló para competir con los modelos Fiat Siena y Renault Clio en América Latina, África y Asia. Sin embargo, esta última versión nunca fue ofrecida en Argentina, teniendo en cambio gran difusión en el mercado de Brasil, donde se ofrecía en versiones nafta o alcohol. Este modelo se denominó en el mercado indio como Ikon. En este mercado, la producción de coches de la marca Ford era posible gracias a un acuerdo firmado por la automotriz estadounidense con su par india Mahindra.

### Motorizaciones
| Periodo                        | 1995-1999             | 1999-2001             | 1995-2003                                           | 1995-2001             | 1999-2003             | 1995-2001             | 2000-2003                            |             |             |             |           |           |
| Identificación del motor       | Endura-E              | Endura-E              | Zetec-SE                                            | Zetec-SE              | Zetec-SE              | Endura-DE             | Endura-DI                            |             |             |             |           |           |
| Tipo de motor                  | L4 8v OHV             | L4 8v OHV             | L4 16v DOHC                                         | L4 16v DOHC           | L4 16v DOHC           | L4 8v SOHC            | L4 8v SOHC, inyección directa, turbo |             |             |             |           |           |
| Diámetro x carrera             | 74.0 mm × 75.5 mm     | 74.0 mm × 75.5 mm     | 71.9 mm × 76.5 mm                                   | 76.0 mm × 76.5 mm     | 78.5 mm × 81.4 mm     | 82.5 mm × 82.0 mm     | 82.5 mm × 82.0 mm                    |             |             |             |           |           |
| Cilindrada                     | 1299 cm³              | 1299 cm³              | 1242 cm³                                            | 1388 cm³              | 1596 cm³              | 1753 cm³              | 1753 cm³                             |             |             |             |           |           |
| Relación de compresión         | 9.5: 1                | 9.5: 1                | 10.0: 1                                             | 10.3: 1               | 11.0: 1               | 21.5: 1               | 19.4: 1                              |             |             |             |           |           |
| Potencia máxima: CV (kW) @ rpm | 50 CV (37 kW) @ 4500  | 60 CV (44 kW) @ 5000  | 75 CV (55 kW) @ 5200                                | 90 CV (66 kW) @ 6000  | 101 CV (74 kW) @ 6000 | 60 CV (44 kW) @ 4800  | 75 CV (55 kW) @ 4000                 |             |             |             |           |           |
| Par máximo: Nm @ rpm           | 94 Nm @ 2500          | 103 Nm @ 2500         | 110 Nm @ 4000                                       | 125 Nm @ 4000         | 145 Nm @ 4000         | 105 Nm @ 2500         | 140 Nm @ 1900                        |             |             |             |           |           |
| Tracción                       | Delantera             | Delantera             | Delantera                                           | Delantera             | Delantera             | Delantera             | Delantera                            | Delantera   | Delantera   | Delantera   | Delantera | Delantera |
| Transmisión                    | Manual, 5 velocidades | Manual, 5 velocidades | Manual, 5 velocidades Automática, variador continuo | Manual, 5 velocidades | Manual, 5 velocidades | Manual, 5 velocidades | Manual, 5 velocidades                |             |             |             |           |           |
| Peso                           | 930-1015 kg           | 930-1015 kg           | 930-1015 kg                                         | 930-1015 kg           | 930-1015 kg           | 930-1015 kg           | 930-1015 kg                          | 930-1015 kg | 930-1015 kg | 930-1015 kg |           |           |
| Aceleración (0-100 km/h)       | 19.5 s                | 15.9 s                | 12.7 s                                              | 10.8 s                | 10.2 s                | 17.4 s                | 14.3 s                               |             |             |             |           |           |
| Velocidad máxima               | 143 km/h              | 155 km/h              | 170 km/h                                            | 182 km/h              | 187 km/h              | 155 km/h              | 168 km/h                             |             |             |             |           |           |
| Consumo combinado (L/100 km)   | 6.4                   | 6.4                   | 6.4-6.7                                             | 6.5                   | 7.8                   | 5.7                   | 5.0                                  |             |             |             |           |           |

## Quinta generación (2003-2008)

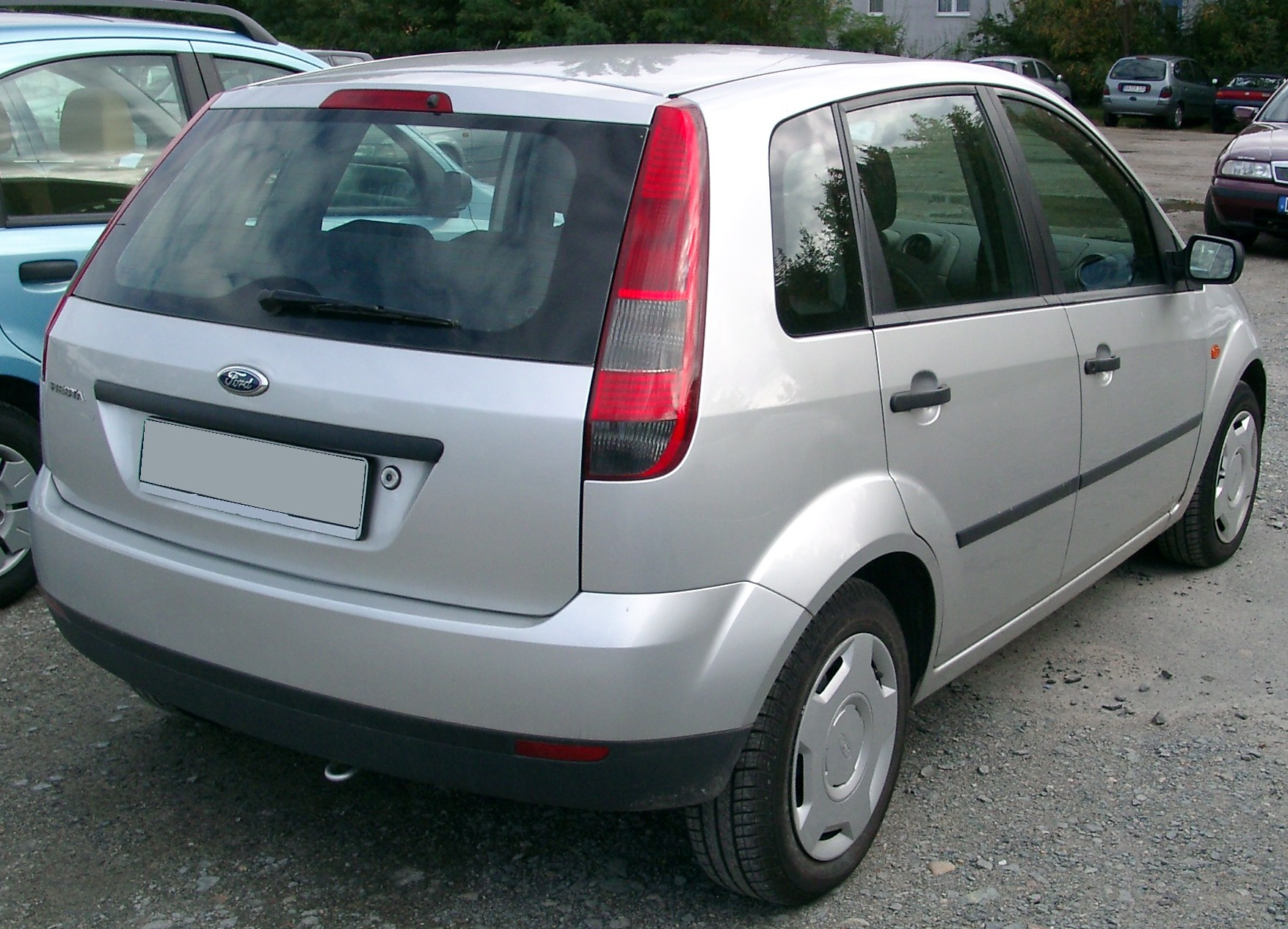
Vista trasera

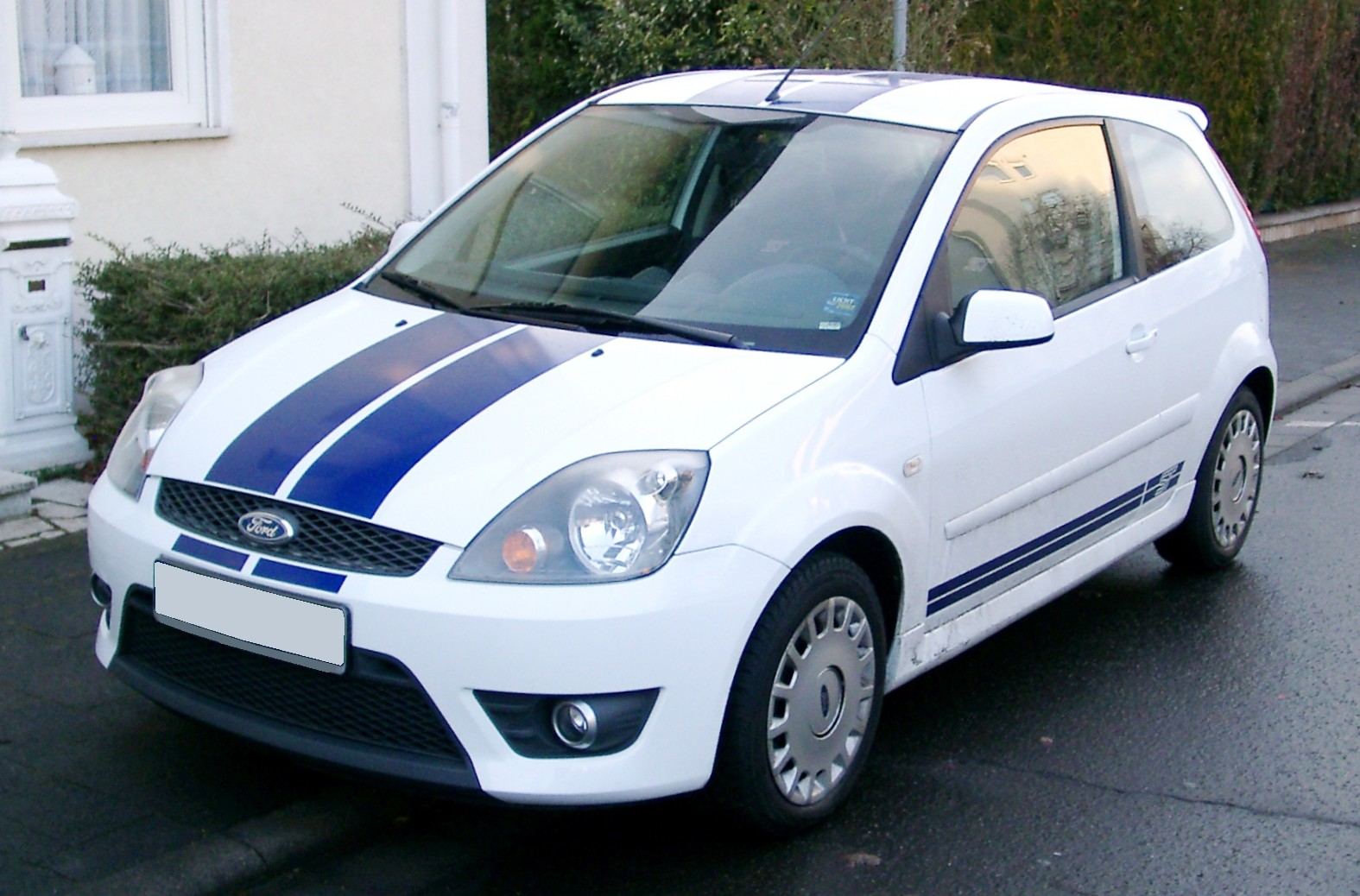
ST de 2008

En 2002 apareció la tercera generación del Fiesta con carrocería hatchback de tres y cinco puertas. Por primera vez, se realizó un diseño completamente desde cero, sin ningún vínculo al modelo original de 1976. El estilo del nuevo modelo estuvo claramente inspirado en el del Ford Focus.
Al igual que en la generación anterior, el Fiesta III también se ofrece con carrocería sedán de cuatro puertas. La misma, fue presentada en Sudamérica bajo el nombre comercial de Fiesta Max, haciendo una connotación a su baúl de mayor tamaño en relación con la generación anterior. Se introdujo en América Latina a principios de 2003 y en la India a finales de 2005. Ambos tienen un diseño exterior distinto; el indio posee además un frontal distinto al europeo.
El motor de 2.0 litros está asociado al nivel de equipamiento de la variante deportiva ST, capaz de alcanzar velocidades de hasta 210 km/h (130 mph). El ST venía equipado con ABS y reparto de frenada electrónica, una transmisión específica para esta versión, suspensión reforzada, nuevas defensas, rines de aluminio y vestiduras de piel con el logo ST bordado.

### Rediseño en Europa
En noviembre de 2005 salió a la venta una revisión para el mercado europeo. La mayor parte de las mejoras fueron estéticas, en tanto que la mecánica continuó como en el modelo anterior. Se rediseñaron los faros, las defensas y los acabados del interior. Estos últimos están hechos de materiales más agradables al tacto que anteriormente. El marcador digital de combustible fue sustituido por uno nuevo analógico, en un estilo similar al Focus II.
Además, se añadieron nuevos elementos de equipamiento opcionales, entre los cuales se cuentan control por voz mediante Bluetooth, ordenador de a bordo y conectividad para reproductores MP3.

### Rediseño en Sudamérica
En 2002 se presentó una versión rediseñada y desarrollada en Brasil, cuya plataforma no corresponde a la de su similar europeo, sino a la llamada "Amazon" o proyecto BV 256. Fue modificado el frontal, el interior y los pilotos traseros de la versión hatchback, sin retocar el sector trasero de la versión sedán. El último rediseño se llevó a cabo en 2010 ante la inminente llegada esta nueva generación, modificándole las defensas, ópticas delanteras y traseras, dándole un estilo similar a los últimos modelos de Ford KD.

### Motorizaciones
Los motores de gasolina eran todos naturalmente aspirados: un 1.25 litros de 75 cv, un 1.3 litros de 60 o 70 CV, un 1.4 litros de 80 CV, un 1.6 litros de 101 CV, y un 2.0 litros de 150 CV.
Por su parte, las versiones diésel son un 1.4 litros de 68 CV y un 1.6 litros de 90 CV. Ambos provienen del Groupe PSA, están equipados con turbocompresor e inyección directa common rail.
| Periodo                        | 2003-2008             | 2003-2008                                                       | 2003-2008                                                                 | 2004-2008              | 2003-2008                                                       | 2004-2008                                          |           |           |           |           |           |           |
| Identificación del motor       | Zetec-Rocam           | Sigma                                                           | Sigma                                                                     | Duratec-HE             | Ford DLD                                                        | Ford DLD                                           |           |           |           |           |           |           |
| Tipo de motor                  | L4 8v SOHC            | L4 16v DOHC                                                     | L4 16v DOHC                                                               | L4 16v DOHC            | L4 8v SOHC, inyección directa, turbo                            | L4 16v DOHC, inyección directa, turbo, intercooler |           |           |           |           |           |           |
| Diámetro x carrera             | 73.96 mm × 75.48 mm   | 76.0 mm × 76.5 mm                                               | 79.0 mm × 81.4 mm                                                         | 92.5 mm × 93.0 mm      | 73.7 mm × 82.0 mm                                               | 75.0 mm × 88.3 mm                                  |           |           |           |           |           |           |
| Cilindrada                     | 1297 cm³              | 1388 cm³                                                        | 1596 cm³                                                                  | 1999 cm³               | 1399 cm³                                                        | 1560 cm³                                           |           |           |           |           |           |           |
| Relación de compresión         | 10.2: 1               | 11.0: 1                                                         | 11.0: 1                                                                   | 10.8: 1                | 18.0: 1                                                         | 18.0: 1                                            |           |           |           |           |           |           |
| Potencia máxima: CV (kW) @ rpm | 68 CV (50 kW) @ 5000  | 79 CV (58 kW) @ 5700                                            | 101 CV (74 kW) @ 6000                                                     | 150 CV (110 kW) @ 6000 | 68 CV (50 kW) @ 4000                                            | 90 CV (66 kW) @ 4000                               |           |           |           |           |           |           |
| Par máximo: Nm @ rpm           | 108 Nm @ 2800         | 127 Nm @ 3500                                                   | 146 Nm @ 4000                                                             | 190 Nm @ 4500          | 160 Nm @ 1750                                                   | 204 Nm @ 1750                                      |           |           |           |           |           |           |
| Tracción                       | Delantera             | Delantera                                                       | Delantera                                                                 | Delantera              | Delantera                                                       | Delantera                                          | Delantera | Delantera | Delantera | Delantera | Delantera | Delantera |
| Transmisión                    | Manual, 5 velocidades | Manual, 5 velocidades Automática, 5 velocidades (Durashift EST) | Manual, 5 velocidades Automática, 4 velocidades (Aisin Warner AW 80-40LS) | Manual, 5 velocidades  | Manual, 5 velocidades Automática, 5 velocidades (Durashift EST) | Manual, 5 velocidades                              |           |           |           |           |           |           |
| Peso                           | 1113 kg               | 1112-1122 kg                                                    | 1123-1143 kg                                                              | 1137 kg                | 1147-1176 kg                                                    | 1118-1128 kg                                       |           |           |           |           |           |           |
| Aceleración (0-100 km/h)       | 15.8-17.3 s           | 13.2-14.6 s                                                     | 10.6-11.9 s                                                               | 8.4 s                  | 15.0-16.0 s                                                     | 11.9 s                                             |           |           |           |           |           |           |
| Velocidad máxima               | 161 km/h              | 167-168 km/h                                                    | 179-183 km/h                                                              | 208 km/h               | 164 km/h                                                        | 180 km/h                                           |           |           |           |           |           |           |
| Consumo combinado (L/100 km)   | 6.2                   | 6.4-6.1                                                         | 6.9-7.5                                                                   | 7.4                    | 4.5-4.3                                                         | 4.5-4.4                                            |           |           |           |           |           |           |

## Sexta generación (2008-2017)

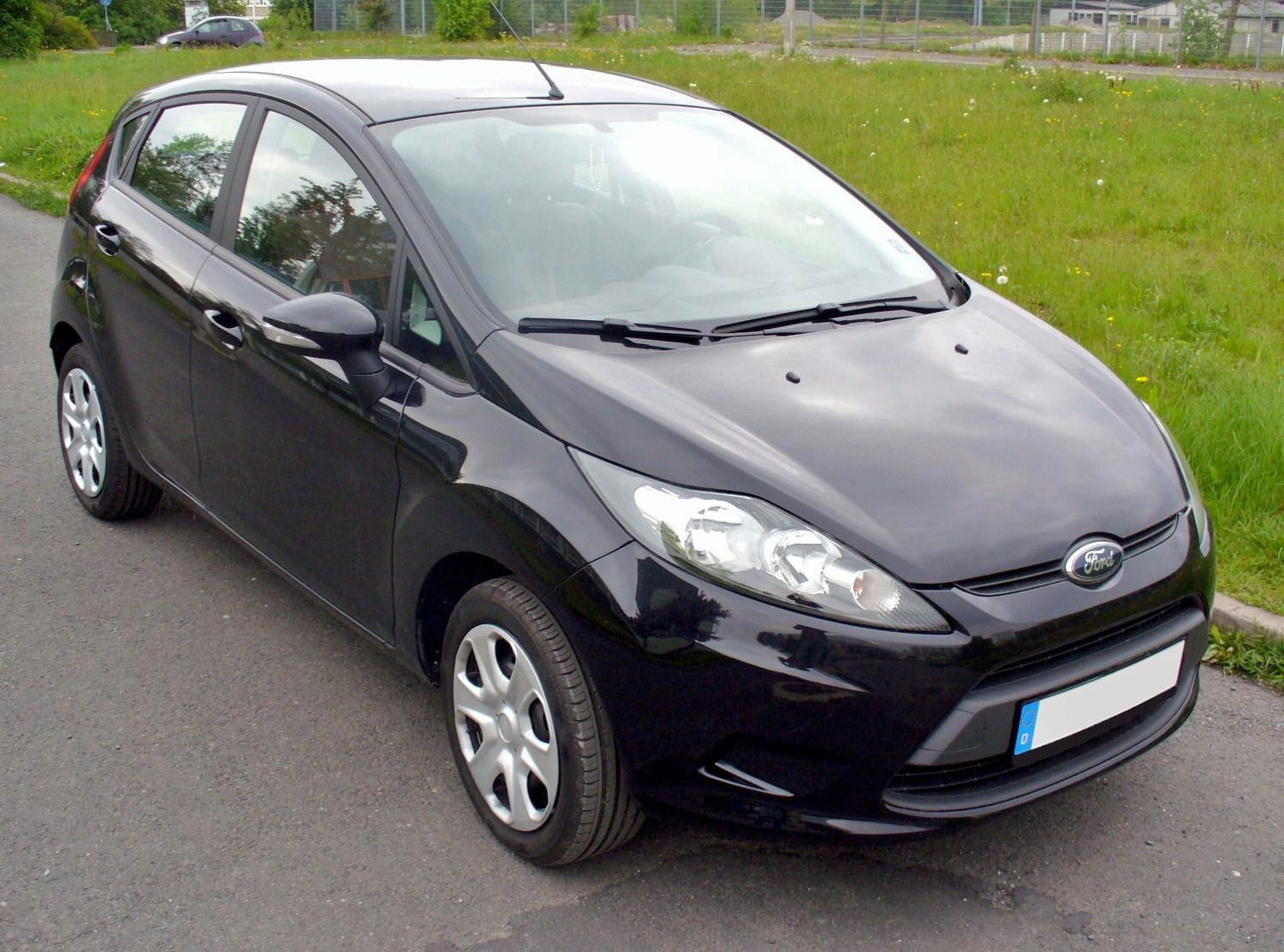
Mk6 Trend en negro pantera

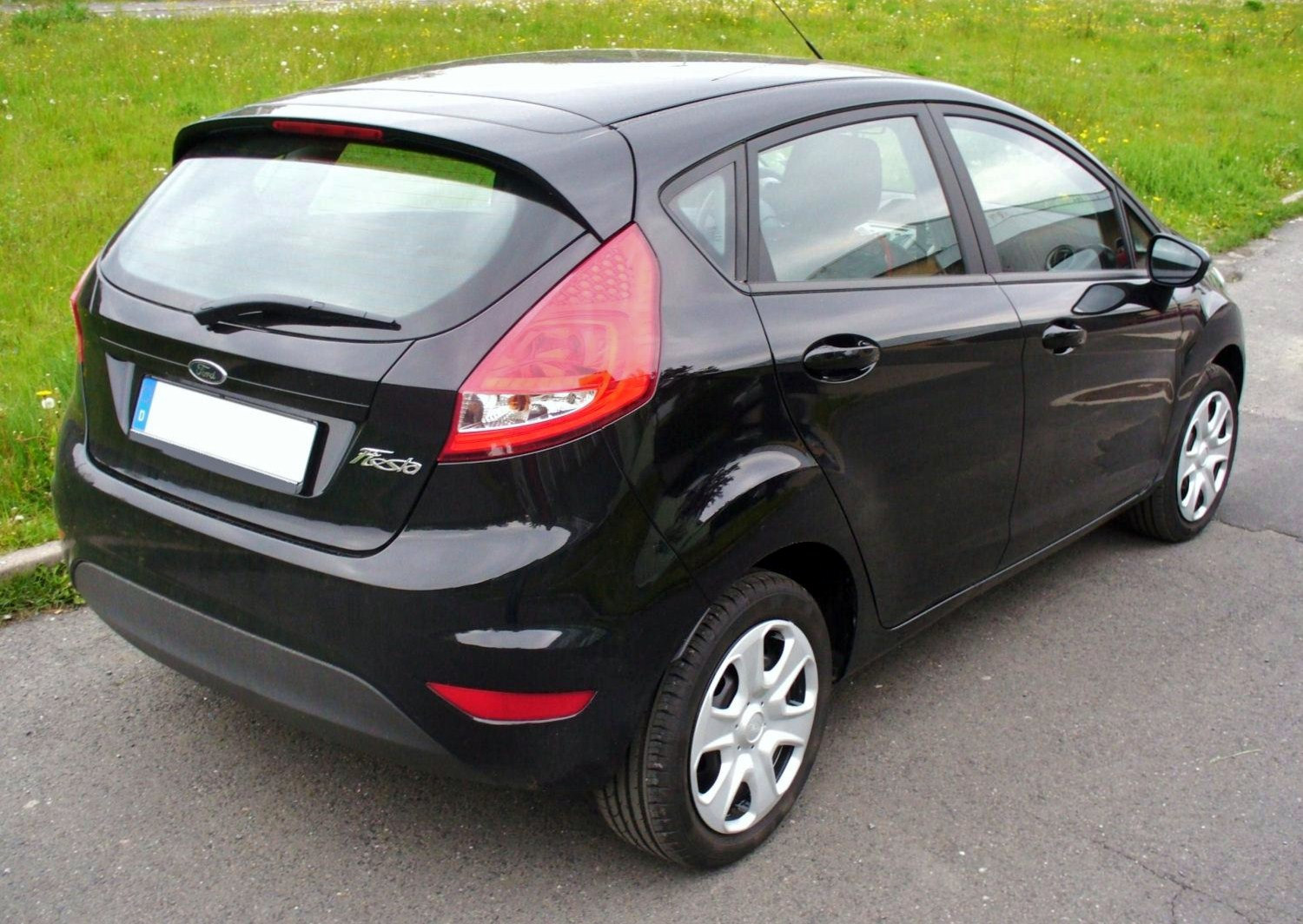
Vista trasera

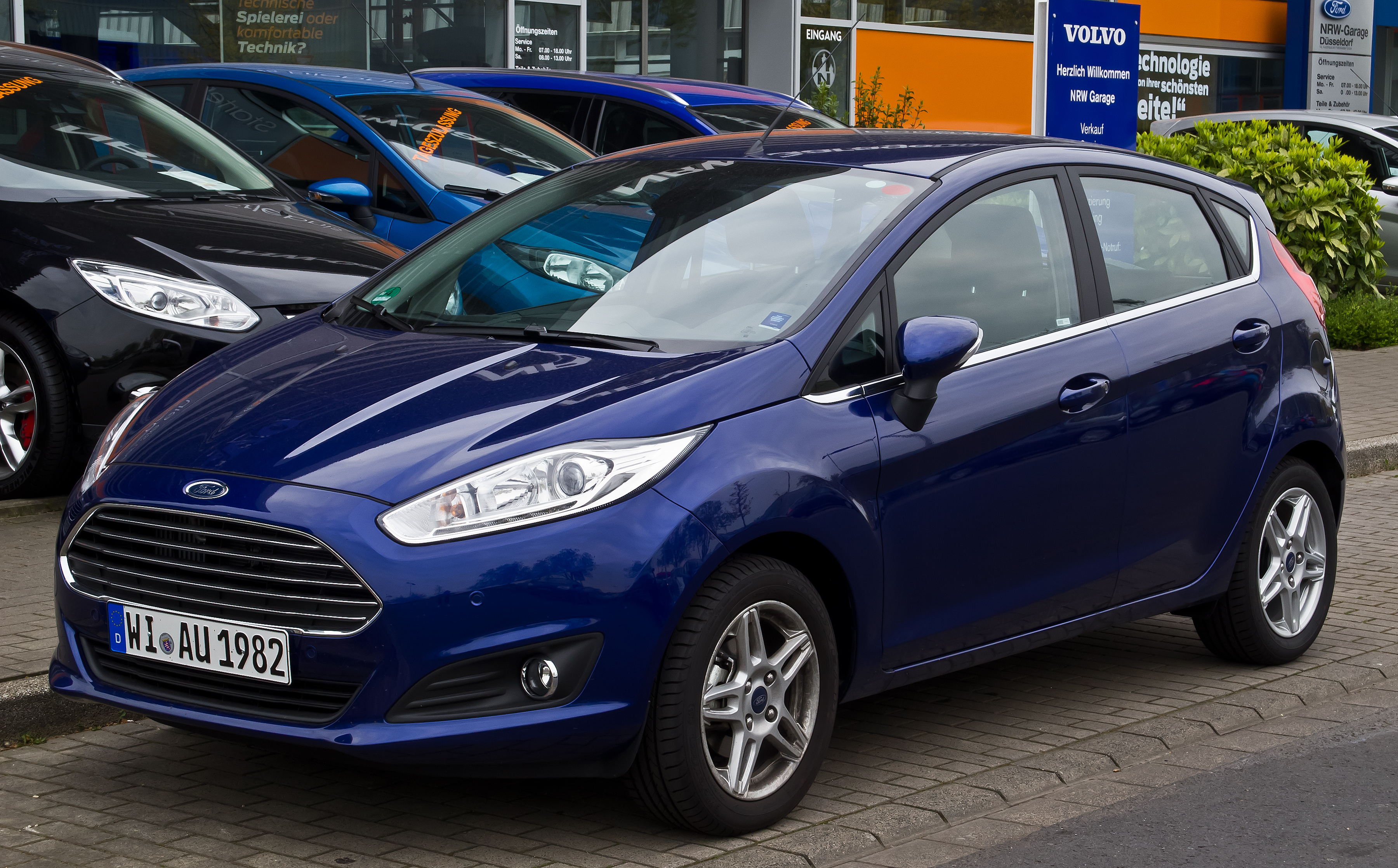
Rediseño del EcoBoost Titanium 1.0 en Düsseldorf, Alemania, en mayo de 2015

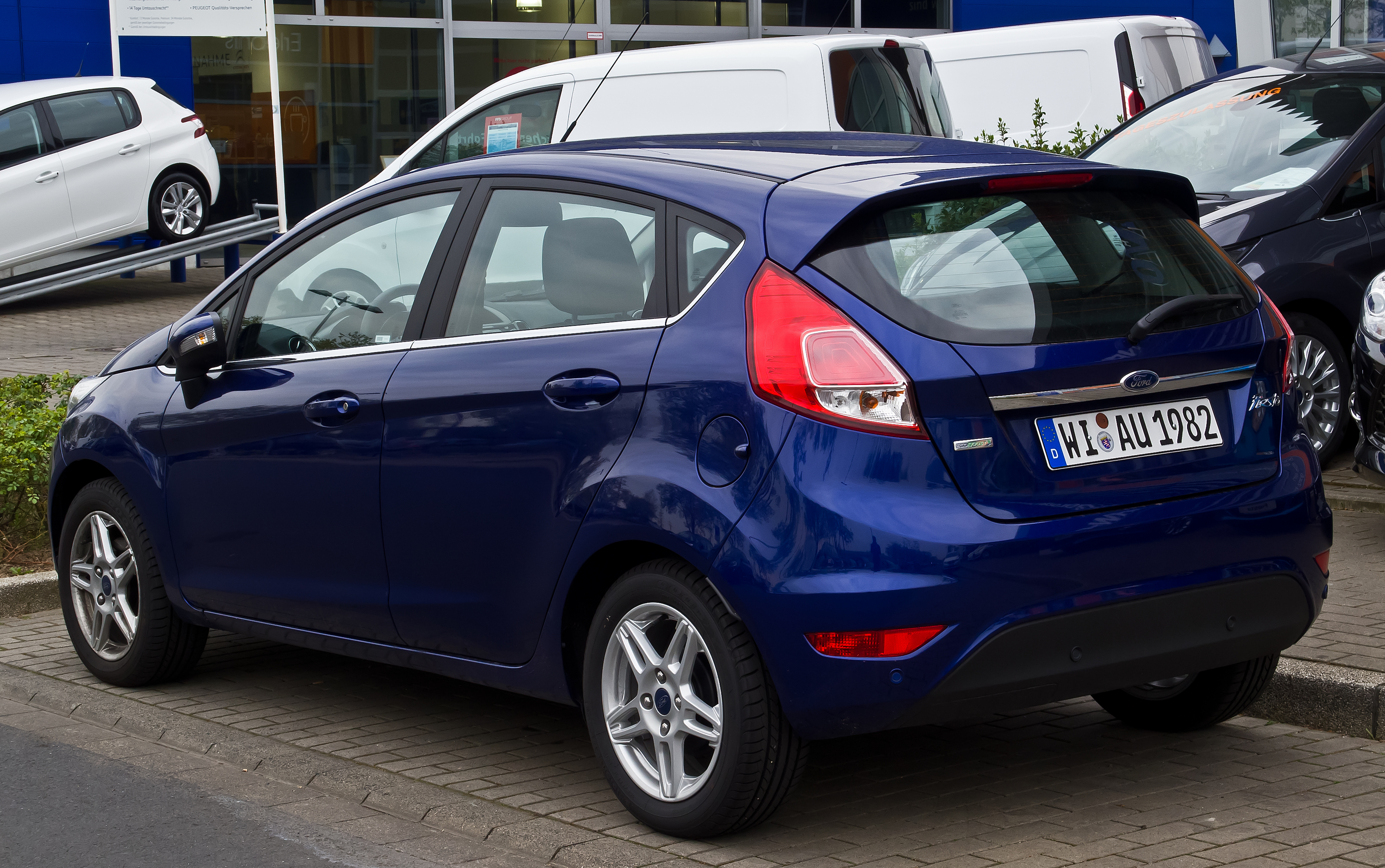
Vista trasera

La fabricación en serie de la cuarta generación del Ford Fiesta comenzó el 14 de agosto de 2008 en la planta de Colonia-Niehl, Alemania, la cual comparte su plataforma con el Mazda 2. En la premiación Coche del Año en Europa de 2009, el Fiesta fue superado por el Opel Insignia por apenas un punto. En octubre de 2008 se empezaron a comercializar las versiones hatchback de tres y cinco puertas. El sedán se puso a la venta en América y Asia a lo largo de 2009 y 2010, incluyendo por primera vez a Estados Unidos, donde debido al aumento de los precios del petróleo, ha propiciado que los automóviles pequeños hayan ganado popularidad.
El prototipo Verve, que se presentó por vez primera en el Salón del Automóvil de Fráncfort de 2007 fue un anticipo del Fiesta IV. La presentación mundial del modelo final de serie tuvo lugar el 14 de febrero de 2008, que se presentó al público en el Salón del Automóvil de Ginebra un mes después.
En Argentina fue lanzado y comercializado a la par de la tercera generación del Fiesta, por lo que la cuarta generación recibió el nombre comercial de Fiesta Kinetic o bien Fiesta KD, haciendo connotación de la corriente de diseño "Kinetic Design", arquitectura presentada a partir de 2007 y aplicada en sus principales modelos globales.
En un inicio, hubo tres motores de gasolina y dos a diésel de cuatro cilindros en línea. Los gasolina son un 1.2 litros de 60 u 82 CV, un 1.4 litros de 97 CV y un TiVCT de 1.6 litros de 120 CV; todos ellos son atmosféricos y tienen inyección directa y cuatro cilindros en línea. Mientras tanto, los diésel son un 1.4 litros de 68 CV y un 1.6 litros de 90 CV, ambos con inyección directa con alimentación por common-rail y turbocompresor. España comenzó la producción a principios de 2009. Su producción en China, Tailandia y México comenzaron desde finales de 2008 hasta 2010.
En 2011, los modelos Fiesta y sedán de la sexta generación iniciaron ventas en Chile; y este último se lanzó en la India en julio del mismo año con variantes de gasolina y diésel.
En 2012 la fábrica de Almusafes, España, anunció el 8 de junio de 2012 que dejarían de producir el modelo Fiesta para dar paso a los dos modelos de C-Max.
En 2013, además de anunciarse su producción en la planta de Valencia (Venezuela), tuvo unos pequeños cambios estéticos con la llegada del rediseño en la que destaca su nueva parrilla frontal que caracteriza a la nueva gama del fabricante. También se comenzó a producir una versión deportiva más potente llamada "Fiesta ST" con un motor 1.6L EcoBoost GTDI FWD de 197 CV y 202 lb/pie, siendo el mejor hot-hatch del segmento dejando atrás al VW Polo GTI, Seat Ibiza FR, Peugeot 208 GT, Suzuki Swift Sport, Renault Clio RS entre otros.[cita requerida]
Ford México anunció que sería a mediados de 2019 cuando dejaría de producir el modelo en la planta de Cuautitlán, Estado de México, para iniciar la producción de un vehículo eléctrico a partir de 2020.
El presidente y director general de la compañía, Héctor Pérez, dijo que en Cuautitlán se estaban preparando para producir un vehículo eléctrico que se va a exportar al mundo "y tenemos el orgullo de decir que se va a hacer en México…”

### Motorizaciones
| Motores de gasolina            | Motores de gasolina                               | Motores de gasolina                           | Motores de gasolina                           | Motores de gasolina   | Motores de gasolina   | Motores de gasolina                               | Motores de gasolina   | Motores de gasolina   | Motores de gasolina                           | Motores de gasolina                           | Motores de gasolina | Motores de gasolina | Motores de gasolina | Motores de gasolina |           |
|                                | 1.0 EcoBoost                                      | 1.0 EcoBoost                                  | 1.0 EcoBoost                                  | 1.25                  | 1.25                  | 1.4                                               | 1.6 Ti-VCT            | 1.6 Ti-VCT            | 1.6 EcoBoost (ST)                             | 1.6 EcoBoost (ST200)                          |                     |                     |                     |                     |           |
| ------------------------------ | ------------------------------------------------- | --------------------------------------------- | --------------------------------------------- | --------------------- | --------------------- | ------------------------------------------------- | --------------------- | --------------------- | --------------------------------------------- | --------------------------------------------- | ------------------- | ------------------- | ------------------- | ------------------- | --------- |
| Periodo                        | 2012-2017                                         | 2012-2017                                     | 2015-2017                                     | 2008-2018             | 2008-2018             | 2008-2012                                         | 2008-2012             | 2011-2012             | 2012-2017                                     | 2016-2018                                     |                     |                     |                     |                     |           |
| Identificación del motor       | Ecoboost (Fox)                                    | Ecoboost (Fox)                                | Ecoboost (Fox)                                | FAIL                  | FAIL                  | FAIL                                              | FAIL                  | FAIL                  | Ecoboost                                      | Ecoboost                                      |                     |                     |                     |                     |           |
| Tipo de motor                  | L3 12v, inyección directa, turbo, intercooler     | L3 12v, inyección directa, turbo, intercooler | L3 12v, inyección directa, turbo, intercooler | L4 16v                | L4 16v                | L4 16v                                            | L4 16v                | L4 16v                | L4 16v, inyección directa, turbo, intercooler | L4 16v, inyección directa, turbo, intercooler |                     |                     |                     |                     |           |
| Diámetro x carrera             | 71.9 mm × 82.0 mm                                 | 71.9 mm × 82.0 mm                             | 71.9 mm × 82.0 mm                             | 71.9 mm × 76.5 mm     | 71.9 mm × 76.5 mm     | 76.0 mm × 76.5 mm                                 | 79.0 mm × 81.4 mm     | 79.0 mm × 81.4 mm     | 79.0 mm × 81.4 mm                             | 79.0 mm × 81.4 mm                             |                     |                     |                     |                     |           |
| Cilindrada                     | 999 cm³                                           | 999 cm³                                       | 999 cm³                                       | 1242 cm³              | 1242 cm³              | 1388 cm³                                          | 1596 cm³              | 1596 cm³              | 1596 cm³                                      | 1596 cm³                                      |                     |                     |                     |                     |           |
| Relación de compresión         | 10.0: 1                                           | 10.0: 1                                       | 10.0: 1                                       | 11.0: 1               | 11.0: 1               | 11.0: 1                                           | 11.0: 1               | 11.0: 1               | 10.1: 1                                       | 10.1: 1                                       |                     |                     |                     |                     |           |
| Potencia máxima: CV (kW) @ rpm | 100 CV (74 kW) @ 6000                             | 125 CV (92 kW) @ 6000                         | 140 CV (103 kW) @ 6000                        | 60 CV (44 kW) @ 6000  | 82 CV (60 kW) @ 5800  | 97 CV (71 kW) @ 5750                              | 120 CV (88 kW) @ 6000 | 133 CV (98 kW) @ 6700 | 182 CV (134 kW) @ 5700                        | 200 CV (158 kW) @ 6000                        |                     |                     |                     |                     |           |
| Par máximo: Nm @ rpm           | 170 Nm @ 1400-4000                                | 170 Nm @ 1400-4500                            | 180 Nm @ 1400-4500                            | 109 Nm @ 3600         | 114 Nm @ 4200         | 128 Nm @ 4200                                     | 152 Nm @ 4050         | 160 Nm @ 4250         | 240 Nm @ 1600-5000                            | 290 Nm @ 2500-4000                            |                     |                     |                     |                     |           |
| Tracción                       | Delantera                                         | Delantera                                     | Delantera                                     | Delantera             | Delantera             | Delantera                                         | Delantera             | Delantera             | Delantera                                     | Delantera                                     | Delantera           | Delantera           | Delantera           | Delantera           | Delantera |
| Transmisión                    | Manual, 5 velocidades / Automática, 6 velocidades | Manual, 5 velocidades                         | Manual, 5 velocidades                         | Manual, 5 velocidades | Manual, 5 velocidades | Manual, 5 velocidades / Automática, 4 velocidades | Manual, 5 velocidades | Manual, 5 velocidades | Manual, 6 velocidades                         | Manual, 6 velocidades                         |                     |                     |                     |                     |           |
| Peso                           | 1091 kg                                           | 1123 kg                                       | 1128 kg                                       | 1041 kg               | 1041 kg               | 1041 kg                                           | 1045 kg               | 1045 kg               | 1163 kg                                       | 1163 kg                                       |                     |                     |                     |                     |           |
| Aceleración 0–100 km/h         | 11.2 s                                            | 9.4 s                                         | 9.0 s                                         | 16.9 s                | 13.3 s                | 12.2 s                                            | 9.9 s                 | 8.7 s                 | 6.9 s                                         | 6.7 s                                         |                     |                     |                     |                     |           |
| Velocidad máxima               | 180 km/h                                          | 196 km/h                                      | 201 km/h                                      | 152 km/h              | 168 km/h              | 175 km/h                                          | 193 km/h              | 195 km/h              | 223 km/h                                      | 230 km/h                                      |                     |                     |                     |                     |           |
| Consumo combinado (L/100 km)   | 4.5                                               | 4.3                                           | 4.5                                           | 5.4                   | 5.4                   | 5.7                                               | 5.8                   | 5.9                   | 5.9                                           | 6.1                                           |                     |                     |                     |                     |           |

| Periodo                        | 2008-2010                                    | 2010-2012                                    | 2012-2017                                                 | 2015-2017                                                 | 2008-2010                                                  | 2010-2012                                                  | 2012-2015                                                  |                                                            |
| Identificación del motor       | FAIL                                         | FAIL                                         | DLD-415                                                   | DLD-415                                                   | DLD-416                                                    | DLD-416                                                    | DLD-416                                                    | DLD-416                                                    |
| Tipo de motor                  | L4 8v, inyección directa, common-rail, turbo | L4 8v, inyección directa, common-rail, turbo | L4 8v, inyección directa, common-rail, turbo, intercooler | L4 8v, inyección directa, common-rail, turbo, intercooler | L4 16v, inyección directa, common-rail, turbo, intercooler | L4 16v, inyección directa, common-rail, turbo, intercooler | L4 16v, inyección directa, common-rail, turbo, intercooler | L4 16v, inyección directa, common-rail, turbo, intercooler |
| Diámetro x carrera             | 73.7 mm × 82.0 mm                            | 73.7 mm × 82.0 mm                            | 73.5 mm × 88.3 mm                                         | 73.5 mm × 88.3 mm                                         | 75.0 mm × 88.3 mm                                          | 75.0 mm × 88.3 mm                                          | 75.0 mm × 88.3 mm                                          | 75.0 mm × 88.3 mm                                          |
| Cilindrada                     | 1399 cm³                                     | 1399 cm³                                     | 1498 cm³                                                  | 1498 cm³                                                  | 1560 cm³                                                   | 1560 cm³                                                   | 1560 cm³                                                   | 1560 cm³                                                   |
| Potencia máxima: CV (kW) @ rpm | 68 CV (50 kW) @ 4000                         | 69 CV (51 kW) @ 4000                         | 75 CV (55 kW) @ 3750                                      | 95 CV (70 kW) @ 3750                                      | 90 CV (66 kW) @ 4000                                       | 95 CV (70 kW) @ 4000                                       | 95 CV (70 kW) @ 3800                                       |                                                            |
| Par máximo: Nm @ rpm           | 160 Nm @ 1750                                | 160 Nm @ 1750-2500                           | 185 Nm @ 1750                                             | 215 Nm @ 1750-2750                                        | 204 Nm @ 1750                                              | 205 Nm @ 2000                                              | 200 Nm @ 1750                                              |                                                            |
| Tracción                       | Delantera                                    | Delantera                                    | Delantera                                                 | Delantera                                                 | Delantera                                                  | Delantera                                                  | Delantera                                                  |                                                            |
| Transmisión                    | Manual, 5 velocidades                        | Manual, 5 velocidades                        | Manual, 5 velocidades                                     | Manual, 5 velocidades                                     | Manual, 5 velocidades                                      | Manual, 5 velocidades                                      | Manual, 5 velocidades                                      |                                                            |
| Peso                           | 1086 kg                                      | 1118 kg                                      | 1108 kg                                                   | 1108 kg                                                   | 1100 kg                                                    | 1100 kg                                                    | 1108 kg                                                    |                                                            |
| Aceleración 0–100 km/h         | 14.9 s                                       | 14.8 s                                       | 13.5 s                                                    | 11.7 s                                                    | 11.9 s                                                     | 11.8 s                                                     | 11.7 s                                                     |                                                            |
| Velocidad máxima               | 162 km/h                                     | 162 km/h                                     | 167 km/h                                                  | 181 km/h                                                  | 175 km/h                                                   | 175 km/h                                                   | 181 km/h                                                   |                                                            |
| Consumo combinado (L/100 km)   | 4.2                                          | 4.1                                          | 3.7                                                       | 3.6                                                       | 4.2                                                        | 4.1                                                        | 3.6                                                        |                                                            |

## Séptima generación (2017-2023)
La séptima generación comenzó a comercializarse en noviembre de 2016.
Según información que reportan medios de España, el Fiesta 2017 crecería en largo, ancho y distancia entre ejes. Si bien mantiene la parrilla, el diseño de las ópticas es distinto, más pequeño y afilado. Atrás cambia completamente, con luces horizontales, siendo el primer Fiesta que no monte pilotos traseros verticales, que invaden la quinta puerta.
También se esperaba una actualización en los motores, que buscaban una mayor potencia con menor consumo. Destacaba el motor de tres cilindros en línea Ecoboost turbo de 1.0 L, que tiene inyección directa con 125 CV, el cual se empezó a ofrecer ese mismo año.
El interior del modelo 2017 sería más refinado, con mejores materiales y más equipamiento. Se esperaba que parte de la electrónica que el fabricante ya utilizaba en el Focus, llegaría completo también al nuevo modelo.
En América no se comercializaría esta versión, debido a una baja en la demanda de vehículos del segmento B en todo el continente. En su lugar se actualizaría la sexta generación fabricada en Brasil para su distribución en América Latina, mientras que en Estados Unidos posiblemente no se vendería.

## En competición
Cuenta con varias homologaciones para competir en rally. La principal ha sido una versión World Rally Car que la marca produjo para competir en el Campeonato del Mundo de Rally con el equipo oficial Ford World Rally Team.

### RS WRC

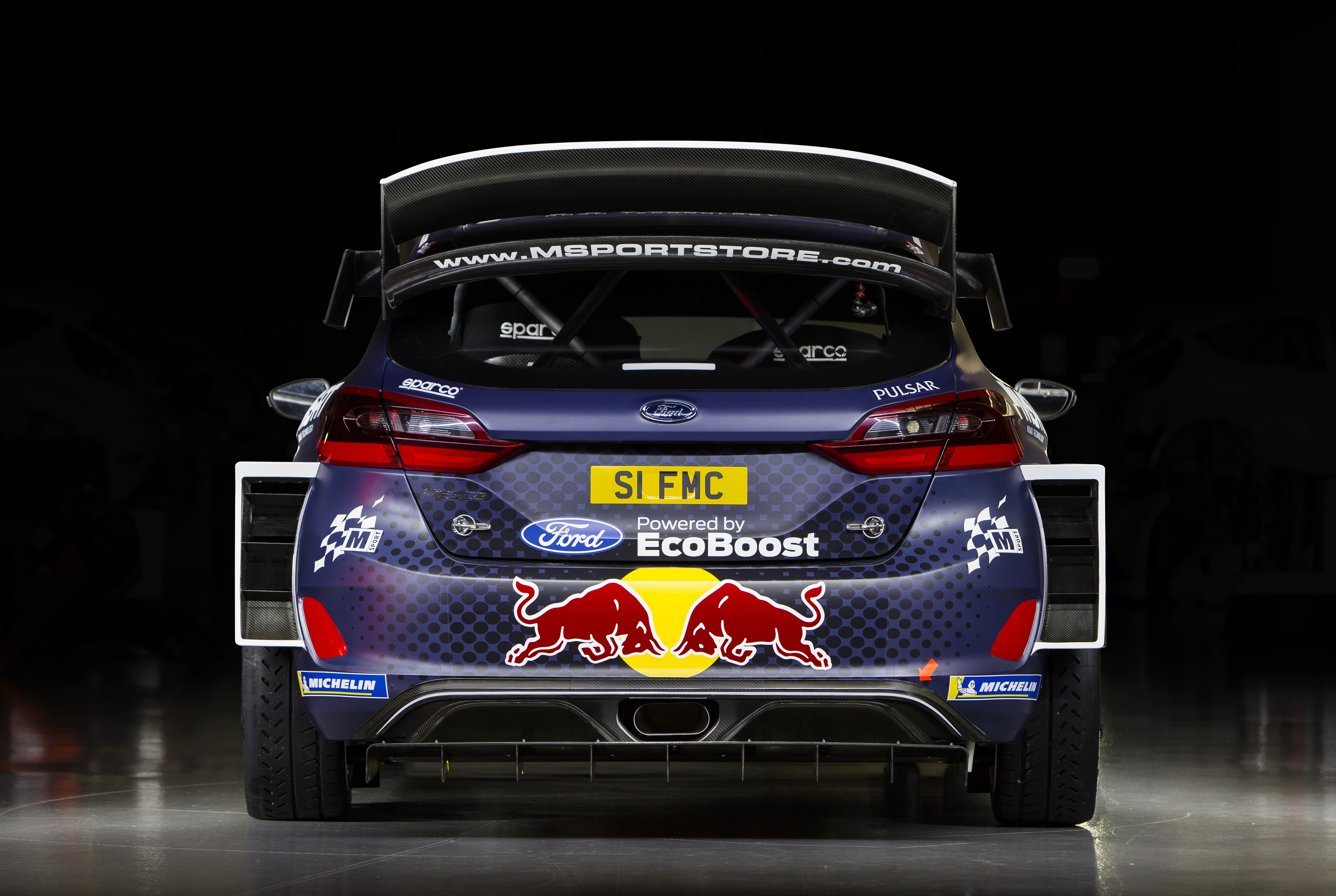
Vista trasera del WRC de 2018

El Ford Fiesta cuenta con dos homologaciones en la categoría World Rally Car. La primera conocida como RS WRC, entró en el mundial en la temporada 2011 en el equipo de Ford. Su debut fue en el Rally de Suecia de 2011 con una victoria a manos del finlandés Mikko Hirvonen. A partir de la temporada 2017, Ford sustituyó este modelo por una nueva versión del WRC basada en una nueva generación del coche de calle.

### S2000
También se construyó una versión con homologación Super 2000: el S2000, que ha competido en diferentes campeonatos como el Campeonato Mundial S2000 o el IRC.

### S1600
El S1600 está homologado en la categoría Super 1600. Ha sido utilizado ampliamente en el Campeonato Mundial de Rally Junior, así como en campeonatos nacionales y regionales.

### Ford Fiesta RRC
El Fiesta RRC (acrónimo de Regional Rally Car) es una variante del S2000 construido por M-Sport para adaptarse a las normativas de los campeonatos regionales, que permite a través de un paquete, adaptarlo rápidamente a las especificaciones del World Rally Car.

### Ford Fiesta R5
En 2012 M-Sport fabricó la sexta versión para rally: el R5 homologado en la categoría del Grupo R. Es un vehículo de tracción integral, motor turbo 1.6 L con una brida de 32 mm construido sobre la base de la versión ST de calle. Aunque inicialmente se contaba que estuviese homologado el 1 de enero de 2013 y listo para competir a partir del mes de abril, no se presentó hasta el mes de junio y se esperaba que obtuviera la homologación el 1 de julio del mismo año y, posteriormente, debutar en el Rally de Finlandia con Elfyn Evans como piloto, aunque antes de esta cita finalmente debutó en el Rally de Bohemia con Jan Sýkora como piloto, quien abandonó por accidente. Antes del debut, el R5 circuló por primera vez en el Rally de Ypres como coche cero con el belga Thierry Neuville al volante. El precio base del R5 era de 180 000 €, mucho más barato que un WRC o un RRC.

### Versión R2
Esta versión estaba homologada en la categoría del R2, para vehículos de dos ruedas motrices y la más utilizada. Fue el modelo utilizado Campeonato Mundial de Rally Junior de 2011 a 2013 y, desde 2017, se utiliza la versión R2T.

### Versión R1
Además de la categoría R2, M-Sport también produce y vende una versión en la categoría R1, la más pequeña.

## Premios
- Coche del Año en España en 2009.
- Mejor automóvil pequeño del año 2004 en Australia.
- Ganador del UK Design Council Efficiency Award por la "ejemplar contribución a la reducción en costes de mantenimiento" en 1978.
- Ganador del Business Standard Motoring Jury Award en 2006.
- Coche del Año 1990 en España[30]
- Nunca llegó a ser Coche del Año en Europa, pero ocupó el tercer puesto en 1977 y 1990,[31][32] así como la segunda posición en 2009.[10]

## En la cultura popular
En la canción Devuélveme a mi chica del grupo Hombres G, se menciona un Ford Fiesta blanco, siendo este la versión de segunda generación(1983-1989).